# Hansa Records
Hansa (znana także jako Hansa Records oraz Hansa International)  – niemiecka wytwórnia płytowa założona przez Petera i Thomasa Meisela  w 1965 roku. 
Największe sukcesy komercyjne firmy przypadają na lata siedemdziesiąte i osiemdziesiąte XX wieku, wtedy wydawała piosenki takich artystów jak: Boney M, David Bowie, Modern Talking oraz C. C. Catch. W 1985 roku Hansa została kupiona przez BMG a od 2008 roku Sony BMG Music Entertainment to Sony Music.